# Mithat Paşa, Ceyhan
Mithat Paşa là một xã thuộc huyện Ceyhan, tỉnh Adana, Thổ Nhĩ Kỳ.